# إنج فان دير هيدين
إنج فان دير هيدين (بالهولندية: Inge van der Heijden)‏ (و. 1999  م) هي دراجة هولندية.

## التصنيف
| السنة     | 2018 | 2019 | 2020 | 2021 | 2022 | 2023 | 2024 |
| --------- | ---- | ---- | ---- | ---- | ---- | ---- | ---- |
| تصنيف UCI | 544  | 702  | 288  | 955  | 811  | 767  | 652  |
| العالم    | -    | -    | -    | -    | 226  | 275  | 201  |
|           |      |      |      |      |      |      |      |
| مصدر: UCI |      |      |      |      |      |      |      |

## سجل الفوز

### سباقات أو مراحل فاز بها
| التاريخ        | السباق                                                        | المركز                   |
| -------------- | ------------------------------------------------------------- | ------------------------ |
| 19 سبتمبر 2020 | 2020 Trophée des Grimpeuses                                   | الفائز في التصنيف العام  |
| 31 يناير 2021  | بطولة العالم للسيكلو كروس 2021 – سباق السيدات تحت 23 سنة      | الرابع في التصنيف العام  |
| 11 يوليو 2021  | 2021 Baloise Ladies Tour                                      | السابع في تصنيف أفضل شاب |
| 15 أغسطس 2021  | طواف النرويج للسيدات 2021                                     | الثامن في تصنيف أفضل شاب |
| 04 فبراير 2023 | 2023 UCI Cyclo-cross World Championships - Women's elite race | السابع في التصنيف العام  |
| 18 يونيو 2024  | تور دي سويس للسيدات 2024                                      | العاشر في تصنيف أفضل شاب |